# زینیدا یرشووا
زینایدا واسیلیِونا یِرشووا (روسی: Зинаида Васильевна Ершова؛ ۲۳ اکتبر ۱۹۰۴ — ۲۵ آوریل ۱۹۹۵)، دکترای علوم، شیمیدان روسی بود که تمام دوران حرفه‌ای خود را به کاربردهای رادیواکتیو در برنامه تسلیحات هسته‌ای اتحاد جماهیر شوروی و بعدها در برنامه فضایی اختصاص داد. وی همچنین برندهٔ جوایزی همچون جایزه استالین و نشان پرچم سرخ کار شده است.

## زندگی‌نامه
زینایدا یِرشووا در ۲۳ اکتبر ۱۹۰۴ در مسکو، روسیه به دنیا آمد. پس از اتمام مدرسه در سال ۱۹۲۴، به دانشگاه دولتی مسکو رفت تا شیمی بخواند. در سال ۱۹۲۵، او فرصت شغلی در مؤسسه رادیوم در پتروگراد پیدا کرد، جایی که تحت نظر ویتالی خلپین کار می‌کرد که بعدها به او کمک کرد تا شغل تمام‌وقتی در کارخانه عناصر نادر مسکو به دست آورد، جایی که رادیوم برای اولین بار در اتحاد جماهیر شوروی به صورت صنعتی تولید شد. در سال ۱۹۲۹، او با مدرک دیپلم در رشته شیمی از دانشگاه دولتی مسکو فارغ‌التحصیل شد و در سال ۱۹۳۱ به قرقیزستان نقل مکان کرد تا در معادن تیویا-مویون کار کند. اولین دسته‌های رادیوم با خلوص ۹۰٪ و به مقدار ۲۰۰ میلی‌گرم (۰٫۲۰ گرم) تولید شدند.
در سال ۱۹۳۶، خلپین توانست برای او یک دوره کارآموزی در مؤسسه کوری در پاریس ترتیب دهد. او تحت نظر ایرن ژولیو-کوری کار کرد و در سال ۱۹۳۷ مقاله‌ای در مجله فیزیک با عنوان «تخمین نسبت اورانیوم-۲۳۸ به اورانیوم-۲۳۵ در U-Y» منتشر کرد. به توصیه خلپین، او برای کار در مؤسسه فلزات نادر فرستاده شد و به عنوان رئیس آزمایشگاه رادیوم منصوب شد.
در سال ۱۹۴۰، یِرشووا به دانشگاه بازگشت تا در دانشگاه دولتی فناوری شیمی دقیق مسکو تحصیل کند و در سال ۱۹۴۵ از پایان‌نامه خود برای دریافت مدرک کاندیدای علوم بر اساس تحقیقات رادیوم از مؤسسه رادیوم دفاع کرد. در سال ۱۹۵۲، او پس از ارائه پایان‌نامه خود دربارهٔ طراحی RDS-3T، واجد شرایط دریافت مدرک دکترای علوم (D.N.) در شیمی شد.

## برنامه تسلیحات هسته‌ای شوروی
به توصیه استادش ویتالی خلپین، او برای کار در مؤسسه دولتی فلزات نادر فرستاده شد و به عنوان رئیس آزمایشگاه رادیوم منصوب شد، اما این مدت کوتاهی دوام آورد، زیرا در سال ۱۹۴۱ و با حمله آلمان به اتحاد جماهیر شوروی، او به همراه خانواده‌اش به قزاقستان منتقل شد.
در سال ۱۹۴۳، او توسط ایگور کورچاتوف، که توسط مقامات شوروی برای تسریع برنامه تسلیحات هسته‌ای شوروی آورده شده بود، به مسکو فراخوانده شد و از او خواسته شد تا کاربید اورانیوم و فلز اورانیوم تولید کند. در سال ۱۹۴۵، او ریاست کارها در کارخانه شماره ۱۲ در اِلِکْتروستال را برای تولید شمش‌های اورانیوم بر عهده گرفت، اما بعدها برای کسب استقلال بیشتر تلاش کرد که در ابتدا خلپین را ناراحت کرد. در نهایت، کمیته دفاع دولتی شوروی مؤسسه مواد ویژه (بعدها NII-9، مؤسسه تحقیقاتی تمام روسی مواد معدنی آ. بوچوار یا VNIINM) را تأسیس کرد که کارهای تحقیقاتی فیزیکدانان هسته‌ای آلمانی شاغل در برنامه تسلیحات هسته‌ای شوروی را بر عهده گرفت. در مورد تولید فلز اورانیوم، لاورنتی بریا، رهبر برنامه، از یِرشووا و سایر دانشمندان روسی مشورت خواست تا ببیند آیا اتحاد جماهیر شوروی می‌تواند بدون کمک آلمان‌ها مواد شکافت‌پذیر تولید کند یا خیر.
در سال ۱۹۴۶، یِرشووا به عنوان رئیس اولین آزمایشگاه رادیوشیمی در NII-9 در سوخومی منصوب شد و بر توسعه فناوری برای پردازش اورانیوم و محصول هسته‌ای آن پس از پرتودهی - پلوتونیوم (و محصولات آن، برای مواد و تحقیقات بمب هسته‌ای) - و بیسموت و محصول هسته‌ای آن پس از پرتودهی - پولونیوم (به عنوان آغازگر بمب هسته‌ای با چگالی بالای نوترون) نظارت داشت. در سال ۱۹۴۷، رآکتور F-1 روسیه توانست شمش‌های اورانیوم پرتودهی شده را تولید کند که پلوتونیوم از آن در کارخانه پایلوت مایاک استخراج شد. در دسامبر ۱۹۴۷، یِرشووا بخشی از تیم کوچکی بود که توانست اولین پلوتونیوم شوروی را تولید کند - به مقدار ۷۳ میلی‌گرم (۰٫۰۷۳ گرم).